# Valencia (Bohol)
Valencia ist eine philippinische Stadtgemeinde im Süden der Provinz Bohol mit 27.126 Einwohnern (Zensus 1. August 2015).

## Barangays
Valencia ist politisch in 35 Barangays unterteilt.
| - Adlawan - Anas - Anonang - Anoyon - Balingasao - Banderahan (Upper Ginopolan) - Botong - Buyog - Canduao Occidental - Canduao Oriental - Canlusong - Canmanico | - Cansibao - Catug-a - Cutcutan - Danao - Genoveva - Ginopolan - La Victoria - Lantang - Limocon - Loctob - Magsaysay - Marawis | - Maubo - Nailo - Omjon - Pangi-an - Poblacion Occidental - Poblacion Oriental - Simang - Taug - Tausion - Taytay - Ticum |

## Geschichte
Der frühere Name des Ortes war Panangatan, welches sich aus Sang-at ableitete, was im einheimischen Dialekt so viel wie hinaufziehen an einen höher gelegenen Platz bedeutet. Den Überlieferung zufolge haben in früheren Tagen die Fischer aus Dimiao und Lila im Mündungsbereich des Panangatan-Flusses Schutz gesucht, wenn die Monsun-Winde zu stark wurden. Hier zogen sie ihre Boote ans erhöhte Ufer des Flusses hinauf, um zu verhindern, dass sie von den Wellen davongespült wurden.

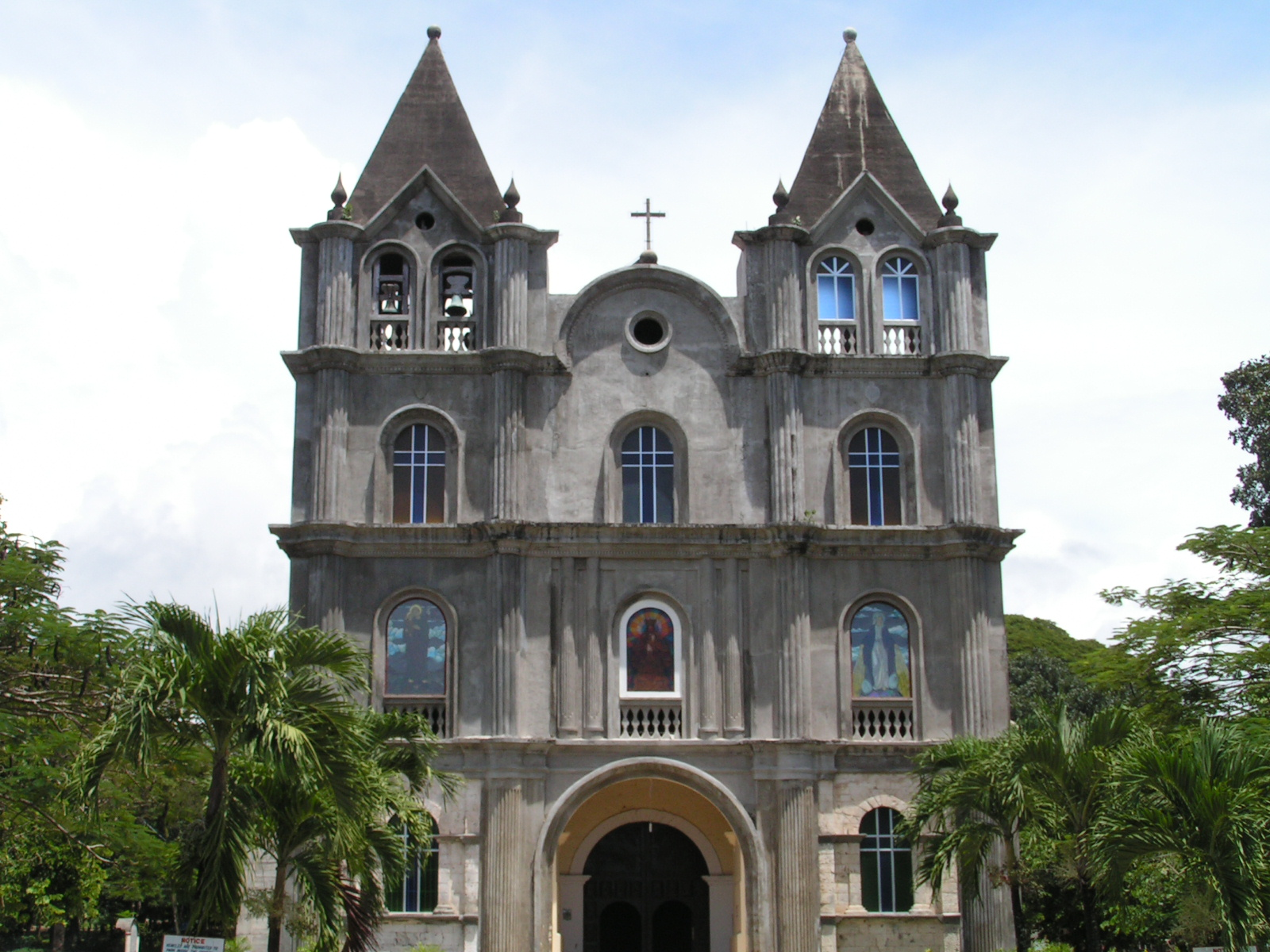
Kirche von Valencia

Als die Spanier dann in die Gegend kamen, war Panangatan noch ein Barangay der Gemeinde Dimiao. Erst im Jahr 1867 wurde es von Dimiao abgespalten und 1879 zur eigenständigen Gemeinde erklärt. Im Zuge dessen erhielt sie den neuen Namen Valencia, benannt nach der gleichnamigen Hafenstadt (→Valencia) in der Heimat der Spanier.
Die katholische Kirche von Valencia wurde in den Jahren 1870 bis 1882 erbaut. Originalbaustoff waren Korallensteinblöcke, jedoch wurden diese bei einer späteren Renovierung größtenteils durch Beton ersetzt. Original erhalten ist der außergewöhnliche Holzboden mit abwechselnd gelegten dunklen Tindalo- und Balayong-Holzbohlen und Planken aus hellem Molave- und Tugas-Holz.

## Bilder

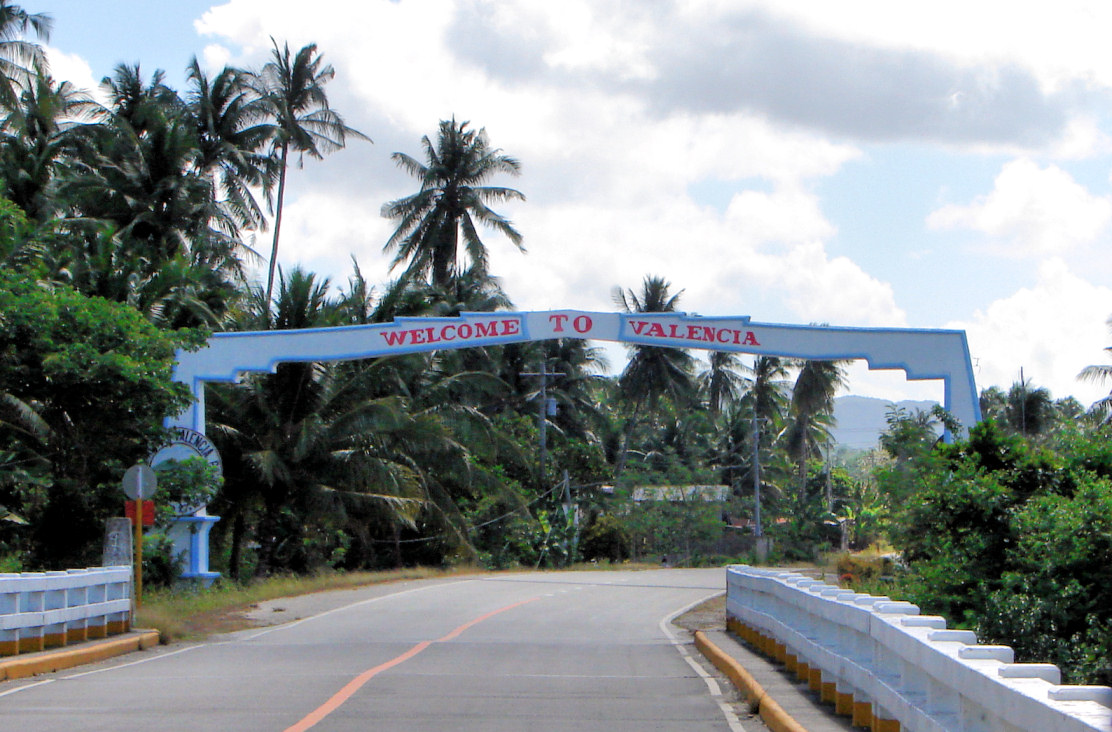
Torbogen am Ortseingang Valencias
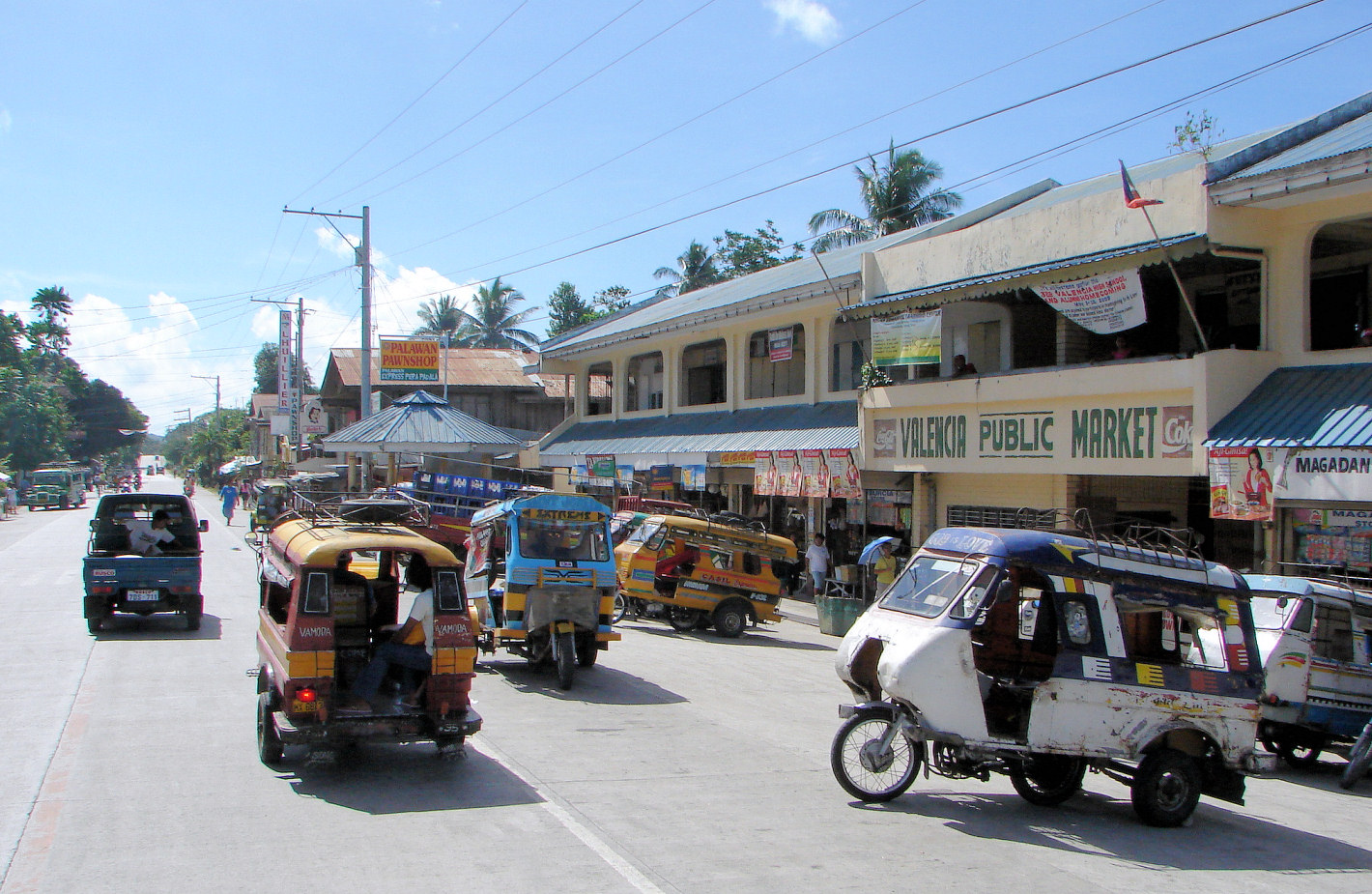
Zentrum beim öffentlichen Markt
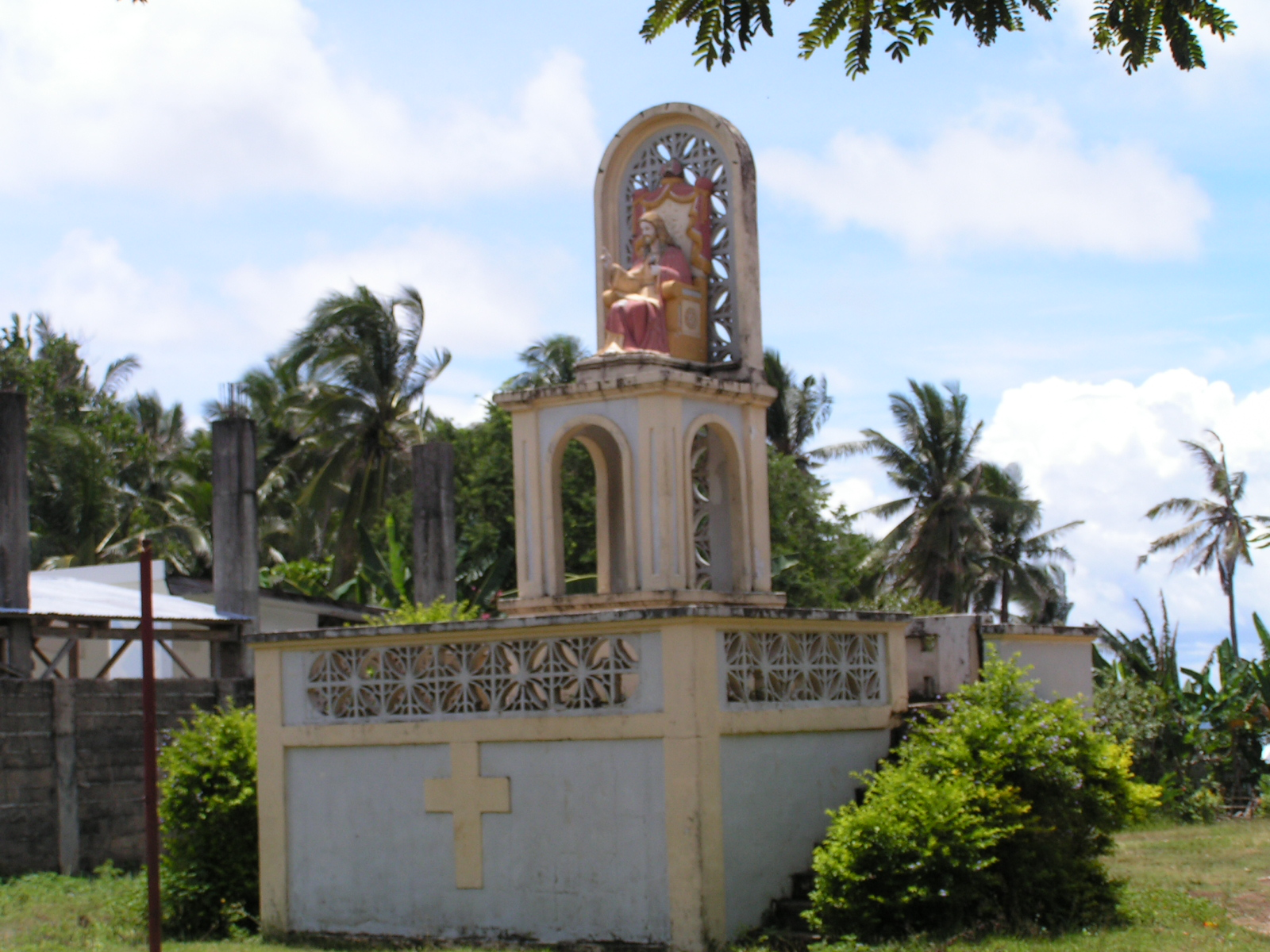
Cristo Rey-Statue bei der Kirche Valencias